# Leis de Newton
As Leis de Newton são as três leis que possibilitam e constituem a base primária para compreensão dos comportamentos estático e dinâmico dos corpos materiais, em escalas quer celeste quer terrestre. Foram formuladas pelo físico inglês Isaac Newton ainda no século XVII e foram publicadas pela primeira vez em seu livro Philosophiae Naturalis Principia Mathematica. Em essência, as leis estabelecem inicialmente os observadores (referenciais) que podem corretamente usá-las, a fim de explicar a estática e a dinâmica dos corpos em observação (as leis valem em referenciais inerciais); e assumindo estes referenciais por padrão, passam então a mensurar as interações físicas entre dois (ou, via princípio da superposição), entre todos os corpos materiais bem como o resultado destas interações sobre o repouso ou o movimento de tais corpos.
A interação entre dois corpos, à parte sua natureza física, é mensurada mediante o conceito de força; e o resultado físico da interação sobre cada corpo é fisicamente interpretado como resultado da ação desta força: em essência, as forças representam interações entre pares de corpos, e são responsáveis pelas acelerações, ou seja, pelas mudanças nas velocidades dos corpos nos quais atuam. Corpos distintos usualmente respondem de formas distintas a uma dada força, e para caracterizar essa resposta define-se para cada corpo uma massa.
As leis de Newton definem-se sobre uma estrutura vetorial, contudo essas leis foram expressas nas mais diferentes formas nos últimos três séculos, incluso via formulações de natureza essencialmente escalar. As formulações de Hamilton e de Lagrange da mecânica clássica; embora em nada acrescentem em termos de fundamentos às leis de Newton, expressam os mesmos princípios de forma muito mais prática a certos problemas, embora representem a primeira vista complicações frente aos problemas mais simples usualmente encontrados em seções que visam a explicar as leis de Newton.[a]
Newton não apenas estabeleceu as leis da mecânica como também estabeleceu a lei para uma das interações fundamentais, a lei da Gravitação Universal, e ainda construiu todo o arcabouço matemático necessário — o cálculo diferencial e integral — para que hoje se pudessem projetar e pragmaticamente construir desde edifícios até aviões, desde sistemas mais eficientes de freios automotivos até satélites em órbita (ver: História dos foguetes). O mundo hoje mostra-se inconcebível sem a compreensão que vem à luz via leis de Newton.

## História

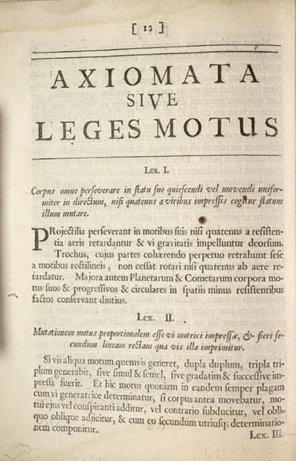
As duas primeiras leis de Newton em latim na edição original do Principia Mathematica de 1687.

Isaac Newton publicou estas leis em 1687, no seu trabalho de três volumes intitulado Philosophiæ Naturalis Principia Mathematica. As leis expressam os princípios relacionados à dinâmica da matéria, ou seja, à estática ou movimento de objetos físicos.
Newton, usando as três leis da mecânica juntamente com a lei da gravitação universal, deduziu matematicamente as leis de Kepler, que à época, há pouco empiricamente estabelecidas, já descreviam, com precisão até hoje válida, o movimento dos orbes celestes (planetas); e por extensão de quaisquer corpos em órbita ao redor de um corpo central. Quanto à dedução, a história relata uma aposta entre Edmund Halley e alguns de seus contemporâneos. Edmund, ao procurar a ajuda de Newton para resolver o problema, surpreendeu-se quando ele afirmou que já o havia resolvido outrora, só não lembrava onde enfiara os papéis.

A concordância entre as leis descobertas por Kepler e as por Newton propostas representou uma significativa corroboração tanto à teoria heliocêntrica como à gravitação universal. A teoria mecânica que assim se consolidou - a primeira nos moldes científicos modernos - era agora capaz não apenas de descrever com precisão o movimento dos corpos tanto planetários como celestes - em pé de igualdade - como também provia uma explicação causal para tais movimentos; no caso dos corpos celestes ou mesmo da queda livre, a gravidade.

## Primeira lei de Newton
| “ | \| Lex I: Corpus omne perseverare in statu suo quiescendi vel movendi uniformiter in directum, nisi quatenus a viribus impressis cogitur statum illum mutare. \| Lei I: Todo corpo continua em seu estado de repouso ou de movimento uniforme em uma linha reta, a menos que seja forçado a mudar aquele estado por forças aplicadas sobre ele.[2] \| | ” |
| Lex I: Corpus omne perseverare in statu suo quiescendi vel movendi uniformiter in directum, nisi quatenus a viribus impressis cogitur statum illum mutare. | Lei I: Todo corpo continua em seu estado de repouso ou de movimento uniforme em uma linha reta, a menos que seja forçado a mudar aquele estado por forças aplicadas sobre ele. |   |

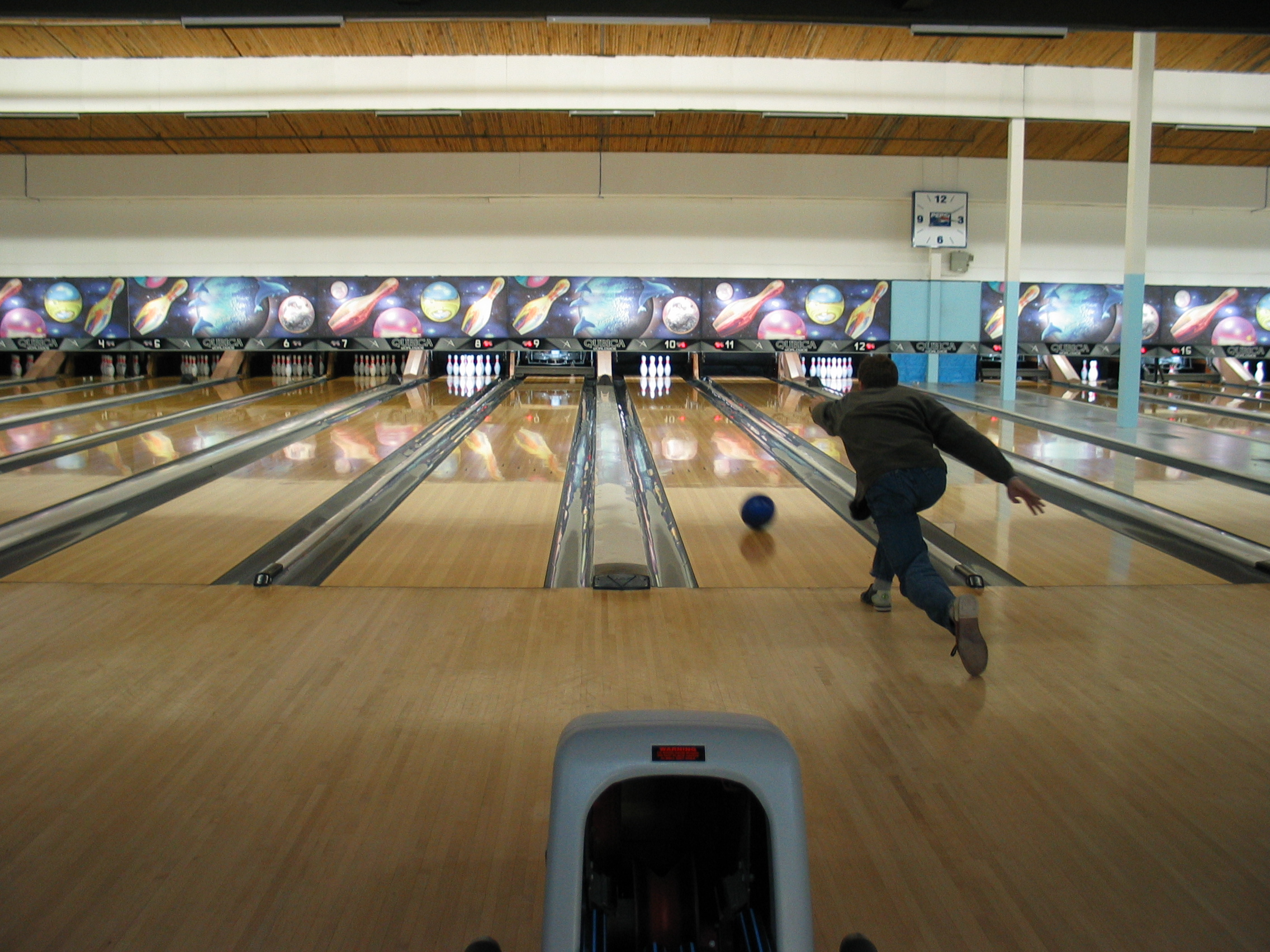
Em uma pista de boliche infinita e sem atrito a bola não pararia até que uma força contrária ao movimento fosse efetuada.

Conhecida como princípio da inércia, a primeira lei de Newton afirma que: se a força resultante (o vetor soma de todas as forças que agem em um objeto) é nula, logo a velocidade do objeto é constante. Consequentemente:
- Um objeto que está em repouso ficará em repouso a não ser que uma força resultante não nula aja sobre ele.
- Um objeto que está em movimento retilíneo uniforme não mudará a sua velocidade a não ser que uma força resultante não nula aja sobre ele.

Newton apresentou a primeira lei a fim de estabelecer um referencial para as leis seguintes. A primeira lei postula a existência de pelo menos um referencial, chamado referencial newtoniano ou inercial, relativo ao qual o movimento de uma partícula não submetida a forças é descrito por uma velocidade (vetorial) constante.
1. | “ | Em todo universo material, o movimento de uma partícula em um sistema de referência preferencial Φ é determinado pela ação de forças as quais foram varridas de todos os tempos quando e somente quando a velocidade da partícula é constante em Φ. O que significa, uma partícula inicialmente em repouso ou em movimento uniforme no sistema de referência preferencial Φ continua nesse estado a não ser que compelido por forças a mudá-lo. | ” |

As leis de Newton são válidas somente em um referencial inercial. Qualquer sistema de referência que está em movimento uniforme respeitando um sistema inercial também é um sistema referencial; o que se expressa via Invariância de Galileu ou princípio da relatividade Newtoniana.
A lei da inércia  aparentemente foi percebida por diferentes cientistas e filósofos naturais de forma independente.[b]

## Segunda lei de Newton
| “ | \| Lex II: Mutationem motis proportionalem esse vi motrici impressae, et fieri secundum lineam rectam qua vis illa imprimitur. \| Lei II: A mudança de movimento é proporcional à força motora imprimida, e é produzida na direção de linha reta na qual aquela força é aplicada.[8] \| | ” |
| Lex II: Mutationem motis proportionalem esse vi motrici impressae, et fieri secundum lineam rectam qua vis illa imprimitur. | Lei II: A mudança de movimento é proporcional à força motora imprimida, e é produzida na direção de linha reta na qual aquela força é aplicada. |   |

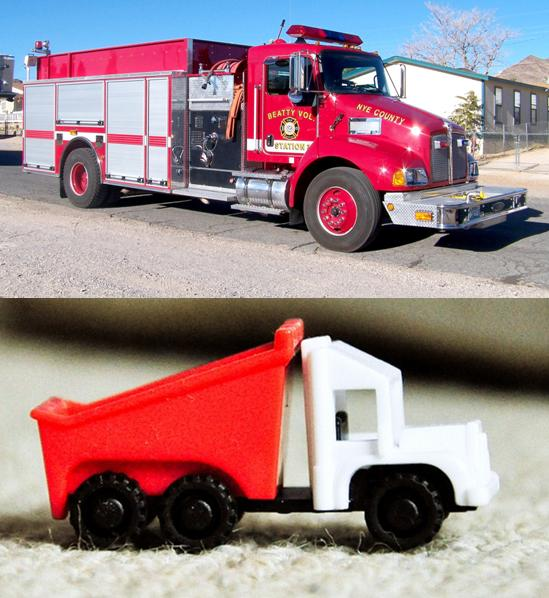
Ao fazer uma força sobre um objeto, quanto menor a massa, maior será a aceleração obtida. Fazendo a mesma força sobre o caminhão de verdade e o de brinquedo resultará em acelerações visivelmente diferentes.

A segunda lei de Newton, também chamada de princípio fundamental da dinâmica, afirma que a força resultante {\displaystyle {\vec {F}}\,\!} em uma partícula é igual à taxa temporal de variação do seu momento linear {\displaystyle {\vec {p}}\,\!} em um sistema de referência inercial:
{\displaystyle {\vec {F}}={\frac {\mathrm {d} {\vec {p}}}{\mathrm {d} t}}={\frac {\mathrm {d} (m{\vec {v}})}{\mathrm {d} t}}}.
Esta lei, conforme acima apresentada, tem validade geral, contudo para sistemas onde a massa é uma constante, a massa pode ser retirada da diferencial, o que resulta na conhecida expressão muito difundida no ensino médio:
{\displaystyle {\vec {F}}=m\,{\frac {\mathrm {d} {\vec {v}}}{\mathrm {d} t}}=m{\vec {a}}},
ou, de forma direta,
{\displaystyle {\vec {F}}=m{\vec {a}}}.
Nesta expressão,  {\displaystyle {\vec {F}}\,\!} é a força resultante aplicada, {\displaystyle m\,\!} é a massa (constante) do corpo e {\displaystyle {\vec {a}}\,\!} é a aceleração do corpo. A força resultante aplicada a um corpo produz uma aceleração a ela diretamente proporcional.
Embora em extensão igualmente válido, neste contexto faz-se fácil perceber que, sendo a massa, o comprimento e o tempo definidos como grandezas fundamentais, a força é uma grandeza derivada. Em termos de unidades padrões, newton (N), quilograma (kg) metro (m) e segundo (s), tem-se:
{\displaystyle N=kg{\frac {m}{s^{2}}}}.
Em casos de sistemas a velocidades constantes e massa variável, a exemplo um fluxo constante de calcário caindo sobre uma esteira transportadora em uma indústrias de cimento, a velocidade pode ser retirada da derivada e a força horizontal sobre a esteira pode ser determinada como:
{\displaystyle {\vec {F}}={\vec {v}}\,{\frac {\mathrm {d} m}{\mathrm {d} t}}={\vec {v}}{\dot {m}}}.
onde {\displaystyle {\vec {v}}\,\!} é a velocidade constante da esteira e {\displaystyle {\dot {m}}} é a taxa temporal de depósito de massa sobre esta (em Física usualmente se usa o ponto como abreviação de taxa (derivada) temporal: {\displaystyle {\dot {m}}={\frac {\mathrm {d} m}{\mathrm {d} t}}})
Em casos mistos onde há variação tanto da massa como da velocidade - a exemplo do lançamento do ônibus espacial - ambos os termos fazem-se necessários, e esses são separáveis apenas mediante mecanismos matemáticos adequados (regra do produto).
A segunda lei de Newton em sua forma primeira, {\displaystyle {\vec {F}}={\frac {\mathrm {d} {\vec {p}}}{\mathrm {d} t}}}, ainda é válida mesmo se os efeitos da relatividade especial forem considerados, contudo no âmbito da relatividade a definição de momento de uma partícula sofre modificação, sendo a definição de momento como o produto da massa de repouso pela velocidade válida apenas no âmbito da física clássica.

### Impulso
Um impulso {\displaystyle \scriptstyle {\vec {I}}} ocorre quando uma força {\displaystyle \scriptstyle {\vec {F}}} age em um intervalo de tempo Δt, e é dado por:
{\displaystyle {\vec {I}}=\int _{\Delta t}{\vec {F}}\,\mathrm {d} t.}
Se a força que atua é constante durante o tempo no qual atual, esta definição integral reduz-se à definição usualmente apresentada em nível de ensino médio:
{\displaystyle {\vec {I}}={\vec {F}}\Delta t}.
Já que força corresponde ao delta do momento no tempo, não é difícil mostrar que:
{\displaystyle {\vec {I}}=\Delta {\vec {p}}={\vec {p}}_{f}-{\vec {p}}_{i}}
Trata-se do teorema do impulso variação da quantidade de movimento, muito útil na análise de colisões e impactos.

### Sistema de partículas e massa variável

Foguetes, como os do ônibus espacial Atlantis, funcionam impulsionando a matéria em uma direção para empurrar a nave para a outra. Isso significa que a massa que está sendo empurrada, o foguete e seu suprimento de combustível restante a bordo, estão mudando constantemente.

Sistemas de massa variável, como um foguete queimando combustível e ejetando partes, não é um sistema fechado; e com a massa não é constante, não se pode tratá-lo diretamente via segunda lei conforme geralmente apresentada nos cursos de ensino médio, {\displaystyle {\vec {F}}=m{\vec {a}}}.
O raciocínio, apresentado em An Introduction to Mechanics de Kleppner e Kolenkow bem como em outros textos atuais, diz que a segunda lei de Newton nesta forma se aplica fundamentalmente a partículas. Na mecânica clássica, partículas tem por definição massa constante. No caso de um sistema de partículas bem definido, contudo com a massa total constante (sistema fechado), mostra-se que esta forma da lei de Newton pode ser estendida ao sistema como um todo, tendo-se então que:
{\displaystyle \sum {\vec {F}}_{\mathrm {ext.} }=M\ {\vec {a}}_{\mathrm {c.m.} }}
onde {\displaystyle \scriptstyle \Sigma {\vec {F}}_{\mathrm {ext} }} refere-se à soma das forças externas sobre o sistema, M é a massa total do sistema, e {\displaystyle \scriptstyle {\vec {a}}_{\mathrm {c.m.} }} é a aceleração do centro de massa do sistema.
Para um sistema com massa variável pontual ou tratado como tal em vista da definição de centro de massa, a equação geral do movimento é obtida mediante a derivada total encontrada na segunda lei em sua forma primeira (regra do produto):
{\displaystyle {\vec {F}}={\vec {v_{(t)}}}{\frac {\mathrm {d} m_{(t)}}{\mathrm {d} t}}+m_{(t)}{\mathrm {d} {\vec {v}}_{(t)} \over \mathrm {d} t}}
onde {\displaystyle {\vec {v}}_{(t)}} é a velocidade instantânea da massa sobre o qual se calcula a força e {\displaystyle m_{(t)}} corresponde à massa em questão, ambas no instante t em consideração.
Em análise de lançamento de foguetes é comum expressar-se o termo associado à variação de massa {\displaystyle {\vec {v}}_{(t)}{\frac {\mathrm {d} m_{(t)}}{\mathrm {d} t}}} não em função da massa e da velocidade do objeto mas sim em função da massa ejetada e da velocidade {\displaystyle {\vec {u}}} desta massa ejetada em relação ao centro de massa do objeto (em relação à nave) e não em relação ao referencial em uso. Nestes termos, {\displaystyle {\vec {u}}} é pois a velocidade relativa da massa ejetada em relação ao veículo que a ejeta. Mediante tais considerações mostra-se que:
{\displaystyle \Sigma {\vec {F}}_{ext}=m_{(t)}{\mathrm {d} {\vec {v}}_{(t)} \over \mathrm {d} t}-{\vec {u_{(t)}}}{\frac {\mathrm {d} m_{(t)}}{\mathrm {d} t}}}
O termo {\displaystyle {\vec {u}}{\frac {\mathrm {d} m_{(t)}}{\mathrm {d} t}}} no lado direito, conhecido geralmente como o empuxo {\displaystyle {\vec {E}}}, corresponde à força atuando no foguete em um dado instante devido à ejeção da massa {\displaystyle \mathrm {d} m} com velocidade {\displaystyle {\vec {u}}} (em relação à nave) devido à ação de seus motores, e o temo à esquerda, {\displaystyle m_{(t)}{\mathrm {d} {\vec {v}}_{(t)} \over \mathrm {d} t}}, à força total sobre a nave, incluso qualquer força externa que por ventura esteja simultaneamente atuando sobre o projétil - a saber a força de atrito do ar, ou outra. Vê-se pois, em termos de diferenciais, que a força total {\displaystyle {\vec {F}}} sobre a nave é:
{\displaystyle {\vec {F}}=+m_{(t)}{\mathrm {d} {\vec {v}}_{(t)} \over \mathrm {d} t}=\Sigma {\vec {F}}_{ext}+{\vec {u_{(t)}}}{\frac {\mathrm {d} m_{(t)}}{\mathrm {d} t}}}
Para um caso ideal sem atrito tem-se pois que:
{\displaystyle {\vec {F}}=m_{(t)}{\mathrm {d} {\vec {v}}_{(t)} \over \mathrm {d} t}={\vec {u_{(t)}}}{\frac {\mathrm {d} m_{(t)}}{\mathrm {d} t}}={\vec {E}}}
ou seja, a força a impelir a massa {\displaystyle m} para frente é devida apenas à ejeção de massa proporcionada pelos seus foguetes para trás (lembre-se que {\displaystyle {\vec {u}}} e {\displaystyle \mathrm {d} {\vec {v}}} têm sentidos opostos, contudo {\displaystyle {\frac {\mathrm {d} m_{(t)}}{\mathrm {d} t}}} é negativo, pois a massa diminui com o tempo).

### Síntese das formulações
Com uma escolha apropriada de unidades, a segunda lei pode ser escrita de forma simplificada como
{\displaystyle {\vec {a}}={\frac {\vec {F}}{m}},}
sendo:
- {\displaystyle {\vec {a}}}: aceleração de um ponto material;
- {\displaystyle {\vec {F}}}: resultante de todas as forças aplicadas ao ponto material;
- {\displaystyle m}: massa de um corpo.

A segunda lei de Newton também pode ser formulada de forma mais abrangente, utilizando-se para tal o conceito de quantidade de movimento.
Em um referencial inercial a taxa de variação da quantidade de movimento de um corpo é igual à resultante de todas as forças externas a ele aplicadas:
{\displaystyle {\frac {d{\vec {p}}}{dt}}={\vec {F}},}
sendo:
- {\displaystyle {\vec {p}}=m{\vec {v}}}: quantidade de movimento;
- {\displaystyle {\vec {v}}}: velocidade;
- {\displaystyle t}: tempo.

### Observações referentes à segunda lei de Newton
Quando existem várias forças em um ponto material, tendo em conta que o princípio da superposição aplica-se à mecânica, a segunda lei se escreve como:
{\displaystyle m{\vec {a}}=\sum _{i=1}^{n}{\vec {F_{i}}}}
ou
{\displaystyle {\vec {p}}(t)-{\vec {p}}(t_{0})=\sum _{i=1}^{n}\int _{t_{0}}^{t}{\vec {F_{i}}}\ dt.}
A segunda lei de Newton é válida apenas para velocidades muito inferiores à velocidade da luz, e em sistemas de referência inerciais. Para velocidades próximas à velocidade da luz, são usadas as leis da teoria da relatividade.

## Terceira lei de Newton
| “ | \| Lex III: Actioni contrariam semper et aequalem esse reactionem: sine corporum duorum actiones in se mutuo semper esse aequales et in partes contrarias dirigi. \| Lei III: A toda ação há sempre uma reação oposta e de igual intensidade: as ações mútuas de dois corpos um sobre o outro são sempre iguais e dirigidas em sentidos opostos.[8] \| | ” |
| Lex III: Actioni contrariam semper et aequalem esse reactionem: sine corporum duorum actiones in se mutuo semper esse aequales et in partes contrarias dirigi. | Lei III: A toda ação há sempre uma reação oposta e de igual intensidade: as ações mútuas de dois corpos um sobre o outro são sempre iguais e dirigidas em sentidos opostos. |   |

Terceira lei de Newton. As forças que os patinadores fazem no outro são iguais em magnitude, mas agem em sentidos opostos e em corpos diferentes.

A terceira lei de Newton, ou princípio da ação e reação, diz que a força representa a interação física entre dois corpos distintos ou partes distintas de um corpo. Se um corpo A exerce uma força em um corpo B, o corpo B simultaneamente exerce uma força de mesma magnitude no corpo A — ambas as forças possuindo mesma direção, contudo sentidos contrários —. Como mostrado no esquema ao lado, as forças que os patinadores exercem um sobre o outro são iguais em magnitude, mas agem em sentidos opostos, cada qual sobre um patinador. Embora as forças sejam iguais, as acelerações de ambos não o são necessariamente: quanto menor a massa do patinador maior será sua aceleração.
As duas forças na terceira lei de Newton têm sempre a mesma natureza. A exemplo, se a rua exerce uma força ação para frente no pneu de um carro acelerando em virtude do atrito entre este pneu e o solo, então também é uma força de atrito a força reação que empurra o asfalto para trás.
De forma simples: as forças na natureza aparecem sempre aos pares, e cada par é conhecido como uma par ação-reação. O par de forças ação-reação é a expressão física de uma interação entre dois entes físicos; há sempre um par de forças a agir em um par de objetos, uma força em cada objeto do par; e não há na natureza força solitária, ou seja, não há força (real) sem a sua contraparte.

### Exemplo da terceira lei de Newton
Considere o exemplo proposto por Newton: um cavalo que arrasta um bloco pesado por meio de uma corda (figura abaixo). Em termos de módulo, a corda exerce sobre o bloco a mesma força que o bloco exerce sobre ela, tencionando-a. Igualmente, a força que a corda exerce sobre o cavalo tem módulo igual ao da força que o cavalo exerce sobre a corda, tencionando-a. Em cada caso, o sentido da força na corda é oposto ao da força no objeto com a qual interage.

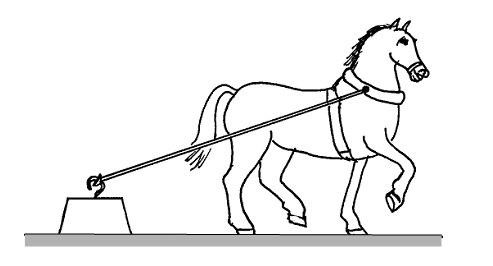
Cavalo a arrastar um bloco de 350 kg.

Em uma usual aproximação, despreza-se a massa da corda, e nestes termos as duas forças, cada qual aplicada em uma de suas extremidades, têm módulos sempre iguais. Tal aproximação equivale a pensar que o cavalo interage diretamente com o bloco.
É conveniente analisar por separado as forças que atuam no bloco e no cavalo, como mostra a figura abaixo. Se a velocidade com que o cavalo arrasta o bloco for constante, a segunda lei de Newton implicará que a soma das forças que atuam sobre o bloco e sobre o cavalo será nula.

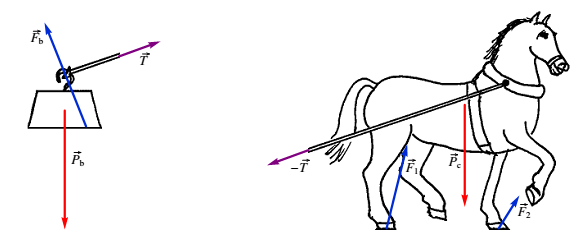
Forças sobre o bloco e sobre o cavalo.

O peso do bloco, {\displaystyle \scriptstyle {\vec {P}}_{\mathrm {b} }}, atua no centro de gravidade do bloco. A corda puxa o bloco na direção em que está esticada, com uma força {\displaystyle \scriptstyle {\vec {T}}}, como se mostra no lado esquerdo da figura ao lado.
A resultante do peso e da força da corda é um vetor que aponta para baixo e para a direita. Uma vez que a resultante das forças no bloco é nula (aceleração nula), o chão deverá exercer uma força {\displaystyle \scriptstyle {\vec {F}}_{\mathrm {b} }} para cima e para a esquerda, força essa devida ao contato entre as superfícies do bloco e do chão.
A corda puxa o cavalo para trás, com a força {\displaystyle \scriptstyle -{\vec {T}}} oposta à força que atua no bloco. Nas duas ferraduras do cavalo que estão em contato com o chão haverá duas forças de contato, {\displaystyle \scriptstyle {\vec {F}}_{1}} e {\displaystyle \scriptstyle {\vec {F}}_{2}}, que apontam para cima e para a frente.  A resultante dessas duas forças, mais o peso do cavalo e a tensão na corda, deverá ser nula.
As forças exercidas pelo chão são as 3 forças {\displaystyle \scriptstyle {\vec {F}}_{\mathrm {b} }}, {\displaystyle \scriptstyle {\vec {F}}_{1}} e {\displaystyle \scriptstyle {\vec {F}}_{2}}.
Essas três forças de contato com o chão contrariam a tendência do bloco e do cavalo caírem sobre a ação da gravidade, travam o movimento do bloco e a empurram o cavalo para a frente. A corda está a travar o movimento do cavalo e ao mesmo tempo está a puxar o bloco para a frente, com a mesma força com que está a travar o cavalo (corda sem massa).
Sobre a Terra atuam em total 5 forças de reação, representadas na figura abaixo. As reações aos pesos do bloco e do cavalo,{\displaystyle \scriptstyle -{\vec {P}}_{\mathrm {b} }} e {\displaystyle \scriptstyle -{\vec {P}}_{\mathrm {c} }}, são as forças de atração gravítica do bloco e do cavalo sobre a Terra.
Essas forças atuam no centro de gravidade da Terra (centro da Terra), mas foram representadas perto do chão na figura. As outras três forças são as forças exercidas sobre o chão pelo bloco e pelo cavalo. Se a velocidade do cavalo for constante (MRU), a soma dessas 5 forças será nula.

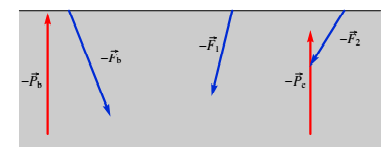
Forças exercidas sobre o chão.

Se o cavalo estivesse a acelerar, a soma das forças sobre o cavalo e o bloco seria uma força que apontaria para a direita. A soma das 5 forças que atuam sobre na Terra seria a reação daquela somatória de força; nomeadamente, sobre a Terra atuaria uma força igual e oposta, para a esquerda, que faria com que todo o planeta acelerasse para a esquerda.
No entanto, como a massa da Terra é muitas ordens de grandeza superior à massa do cavalo e do bloco, a aceleração da Terra para a esquerda seria imperceptível em comparação com a aceleração para a direita do cavalo e do bloco.  Como salienta Newton, o resultado dessas forças sobre o cavalo mais o bloco e sobre a Terra não seria o de produzir velocidades iguais e de sentidos contrários, mas sim quantidades de movimento iguais e de sentidos contrários.

## Componentes normal e tangencial da força

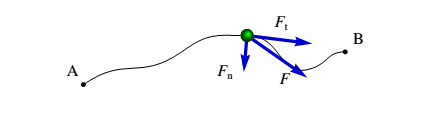
Componentes tangencial e normal da força.

A aceleração de um objeto sempre pode ser separada nas suas componentes tangencial (paralela à velocidade) e normal (perpendicular à velocidade),
{\displaystyle {\vec {a}}=a_{\mathrm {t} }\,{\vec {e}}_{\mathrm {t} }+a_{\mathrm {n} }\,{\vec {e}}_{\mathrm {n} }}
onde
{\displaystyle a_{\mathrm {t} }={\dot {v}}} e {\displaystyle a_{\mathrm {n} }=v^{2}/R}.
Aplicando a segunda lei de Newton, podemos também separar a força resultante em componentes normal (força centrípeta) e tangencial:
{\displaystyle {\vec {F}}=F_{\mathrm {t} }\,{\vec {e}}_{\mathrm {t} }+F_{\mathrm {n} }\,{\vec {e}}_{\mathrm {n} }}
em que...
{\displaystyle F_{\mathrm {t} }=m\,a_{\mathrm {t} }} e {\displaystyle F_{\mathrm {n} }=m\,a_{\mathrm {n} }}.
Se a força resultante sobre uma partícula com velocidade {\displaystyle \scriptstyle {\vec {v}}} for {\displaystyle \scriptstyle {\vec {F}}}, a componente {\displaystyle \scriptstyle F_{\mathrm {t} }} na direção paralela a {\displaystyle \scriptstyle {\vec {v}}} faz aumentar ou diminuir o módulo da velocidade, conforme esteja no mesmo sentido ou no sentido oposto de {\displaystyle \scriptstyle {\vec {v}}}, contudo não altera a direção desta.
A componente {\displaystyle \scriptstyle F_{\mathrm {n} }} perpendicular a {\displaystyle \scriptstyle {\vec {v}}} faz curvar a trajetória da partícula no sentido dessa componente (figura acima), mudando assim a direção da velocidade; contudo não altera o seu módulo.

## Leis de conservação e interações
Das leis de Newton seguem-se algumas conclusões interessantes:
- A terceira lei de Newton diz que, enquanto um corpo ou sistema pode ter sua dinâmica alterada mediante interações com outro corpo ou sistema, este não pode, por si só, mudar a sua dinâmica global (o movimento de seu centro de massa): existe uma lei de conservação para o momento; e forças internas não alteram a quantidade de movimento total do sistema.
- Se as interações entre os corpos forem dependentes apenas da distância entre eles, pode-se definir uma energia potencial total associada a estas interações; e se apenas esta classe de interações encontra-se presente (as forças são todas conservativas), há também uma lei da conservação para a energia mecânica total atrelada aos corpos que interagem. Para o caso de duas partículas em interação conservativa:

{\displaystyle E_{M}={m{v}_{1}^{2} \over 2}+{m{v}_{2}^{2} \over 2}+U(|{r}_{1}-{r}_{2}|)=\operatorname {const} .}
onde os dois primeiros termos correspondem respectivamente às energias cinéticas das partículas.
- As leis de Newton são as leis básicas da mecânica, contudo não a define por completo. A partir das leis de Newton pode-se derivar toda a dinâmica dos sistemas mecânicos, no entanto, em sua formulação tradicional, tal procedimento requer que se conheçam de antemão todas as interações entre os sistemas ou partes destes; pois as naturezas e intensidades das interações não se podem derivar das leis de Newton. Por exemplo, a lei da gravidade, lei de Hooke, ou mesmo a interação de Coulomb não são consequências das três leis de Newton, e a partir destas não se pode derivar teoricamente aquelas. Necessita-se conhecê-las de antemão para que as leis de Newton mostrem-se aplicáveis. Não se nega, contudo, que a compreensão das leis de Newton pode levar ao reconhecimento de uma interação de natureza até então desconhecida entre dois entes dados os efeitos que produz. Se espera que o sistema comporte-se de uma forma, e ele comporta-se de outra, o cálculo das forças envolvidas no comportamento empiricamente determinado pode evidenciar uma interação até então desconhecida, cuja natureza pode então ser investigada. Até hoje se conhecem quatro interações fundamentais: gravitacional, eletromagnética, nuclear fraca e nuclear forte.
- Newton usou suas leis para obter a lei da Conservação do Momento Linear,[18] no entanto, por uma perspectiva mais profunda, as leis de conservação, incluindo-se a lei da conservação da energia e a lei da conservação do momento angular, têm caráter físico mais fundamental. As leis de conservação expressam simetrias fundamentais da natureza, e derivam-se da aplicação do Teorema de Noether a cada caso. Em mecânica clássica, a conservação do momento linear reflete a simetria espacial atrelada à invariância de Galileu, e mantém-se válida incluso nos casos em que a terceira lei de Newton aparentemente falha; por exemplo quando há ondas eletromagnéticas envolvidas ou em situações que demandam abordagens semiclássicas. As leis de conservação do momento e da energia são também pilares centrais tanto na mecânica quântica quanto na mecânica relativística.

## Importância e validade
As leis de Newton foram testadas por experimentos e observações por mais de 200 anos, e elas são uma excelente aproximação quando restritas à escalas de dimensão e velocidades encontradas no nosso cotidiano. As leis do movimento, a lei da gravitação universal e as técnicas matemáticas atreladas provêm em um primeiro momento uma boa explicação para quase todos os fenômenos físicos observados no dia a dia de uma pessoa normal. Do chute em uma bola à construção de casas e edifícios, do voo de aviões ao lançamento de satélites, as leis de Newton aplicam-se plenamente.
Contudo, as leis de Newton (combinadas com a gravitação universal e eletrodinâmica clássica) são inapropriadas em circunstâncias que ultrapassam os limites de velocidades e dimensões encontradas no dia a dia, notavelmente em escalas muito pequenas como a atômica e em altas velocidades como a das partículas carregadas em aceleradores de partículas. Houve a necessidade, pois, de se expandir as fronteiras do conhecimento com teorias mais abrangentes que as da mecânica de Newton.
Na relatividade especial, o fator de Lorentz deve ser incluído na expressão para a dinâmica junto com massa de repouso. Sob efeitos de campos gravitacionais muito fortes, há a necessidade de usar-se a relatividade geral. Em velocidades comparáveis à velocidade da luz, a segunda lei mantém-se na forma original {\displaystyle \scriptstyle {\vec {F}}={\frac {d{\vec {p}}}{dt}}}, o que indica que a força é derivada temporal do momento do objeto, contudo a definição do que vem a ser momento sofre consideráveis alterações.
Em mecânica quântica conceitos como força, momento linear e posição são definidos por operadores lineares que operam no estado quântico. Na mecânica quântica não relativística, ou seja, em velocidades que são muito menores do que a velocidade da luz, as ideias de Newton mostram-se ainda tão exatas frente a estes operadores como são para objetos clássicos. Contudo ao considerarem-se velocidades próximas à da luz em dimensões tão diminutas como as de fato envolvidas, tal afirmação não pode mais ser feita, e em verdade a teoria associada à "mecânica quântica relativística" ainda não está completamente consolidada, sendo alvo de grandes pesquisas por parte dos físicos atuais.